# GoldenEye 007 (videójáték, 1997)
A GoldenEye 007 egy 1997-es first-person shooter, melyet a Rare fejlesztett és a Nintendo adott ki Nintendo 64 alá. Az 1995-ös James Bond film, a GoldenEye történetén alapszik. Ez egy egyjátékos módban használható játék, egy olyan kalandjáték, melyben a játékos a brit Secret Intelligence Service ügynökének, James Bondnak adhatja ki magát. A fő cél az, hogy a bánüldöző csoportokat megállítsa, nehogy a műholdas fegyverekkel megtámadják Londont, és annak következtében nehogy összeomoljon a pénzügyi piac. A játékban van egy osztott képernyős többjátékos mód s, ahol egyszerre legfeljebb négy játékos játszhat.
A fejlesztés 1995-ben egy tapasztalatlan csapat kezei között kezdődött, amelyet az a Martin Hollis irányított, aki azt megelőzően a  Killer Instinct játéktermi változatát készítette el. A tervek szerint ez egy oldalgörgetéses platform játék lett a Super Nintendo Entertainment System számára, de később 3D-s lövöldözős játékká nőtte ki magát, amit a Sega Virtua Copján lehetett játszani. Két és fél évnyi fejlesztést követően a  GoldenEye 007 nem sokkal annak folytatása, a  Tomorrow Never Dies előtt jelent meg. Bár a játékotól nem vártak sokat a videójátékos lapok kritikusai, végül elégedettek lettek vele, és a több mint 8 millió eladott példányszám következtében ez lett a harmadik legnagyobb példányszámban eladott Nintendós videójáték. Pozitívan fogadták a játék grafikáját, a játékmenet mélységét és változatosságát és azt, hogy lehetett benne egyszerre többen is játszani. 1998-ban ez kapta meg a BAFTA Interactive Entertainment játék díját, és négy díjat zsebelt be az Academy of Interactive Arts & Sciences-tól is.
Utólag a GoldenEye 007 fontos mérföldkő a first-person shooters játékok történetében, mert ez mutatta meg, hogy platformokon is futnak az ehhez hasonló játékok, és elmozdulást jelentett az akkor mértékadónak számító Doom-szerű megközelítéstől, és sokkal realisztikusabb stílust vett fel. Olyan tulajdonságok jelentettek előrelépést, mint a atmoszfikus egyedüli játék, lopakodó részek, és egyes konzolos módok. A játékot gyakran nevezik minden idők egyik legjobb játékának.  A Perfect Dark 2000-ben jelent meg, majd 2010-ben napvilágot látott remake-je, aminek szintén ugyanez lett a neve.